# Mesodina halyzia
The Eastern Iris-skipper or Halyzia Skipper (Mesodina halyzia) là một loài bướm ngày thuộc họ Hesperiidae. Nó là loài đặc hữu của New South Wales, Queensland và Victoria.
Sải cánh dài khoảng 30 mm.
Ấu trùng ăn Patersonia fragilis, Patersonia glabrata, Patersonia occidentalis and Patersonia sericea. They construct a shelter made by joining the leaves of its host plant with silk, ở đó nó rests during the day.

## Hình ảnh

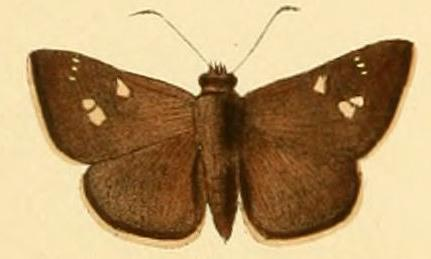
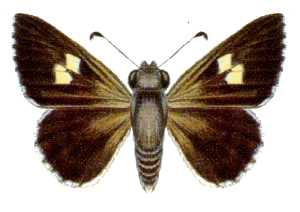
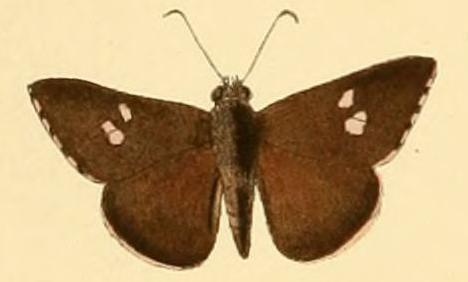